# Abrota flavina
Abrota flavina är en fjärilsart som beskrevs av Clayton Dissinger Mell 1923. Abrota flavina ingår i släktet Abrota och familjen praktfjärilar. Inga underarter finns listade i Catalogue of Life.